# 仲塚康介
仲塚 康介（なかつか こうすけ、1929年8月13日 - ）は、日本の元俳優。福井県出身。東映に所属していた。本名は仲塚 正也。

## 出演作品

### テレビドラマ
- 剣 第1話「天下一の剣豪」（1967年、NTV） - 兵法者
- キャプテンウルトラ 第16話「雷雨怪獣アメゴンあらわる!!」（1967年、TBS） - ホテルの客
- 忍者ハットリくん+忍者怪獣ジッポウ 第8話「助太刀は無用でござる」（1967年、NET） - 警官
- 特別機動捜査隊（NET）
  - 第315話「栄光二重奏」（1967年） - おでん屋
  - 第753話「愛と死 その罪」（1976年） - 解剖医
- ジャイアントロボ（1968年、NET）
  - 第19話「アンドロメダ宇宙人メトロスリー」 - ハンター
  - 第23話「宇宙妖怪博士ゲルマ」 - 幼稚園バス運転手
- プレイガール（12ch）
  - 第12話「女の裸は高くつく」（1969年）
  - 第23話「くれない追撃作戦」（1969年）
  - 第51話「女は体で勝負する」（1970年）
  - 第71話「怪談 怨霊館の妖女」（1970年）
  - 第74話「愛されすぎて殺されて」（1970年）
  - 第81話「男殺しの用心棒」（1970年）
  - 第95話「女の武器は忍び恋」（1971年）
  - 第97話「おんな一匹大勝負」（1971年）
  - 第145話「嵐を呼ぶ女」（1972年）
  - 第229話「海底全裸死美人」（1973年）
- 五番目の刑事 第4話「太陽が西から昇った!」（1969年、NTV） - 劇中の刑事
- ゴールドアイ（1970年、NTV）
  - 第2話「脱獄12時間」
  - 第8話「地獄へのパスポート」
- 江戸川乱歩シリーズ 明智小五郎 第10話「屋根裏の散歩者」（1970年、12ch）
- キイハンター（TBS）
  - 第180話「レッツゴー! 真夜中の王様死の行進」（1971年）
  - 第189話「殺されに来た金色の眼の女」（1971年）
  - 第221話「旅券001は必死の番号!」（1972年）
- 仮面ライダーシリーズ（MBS）
  - 仮面ライダー（1972年）
    - 第42話「悪魔の使者 怪奇ハエ男」 - 医師
    - 第62話「怪人ハリネズラス 殺人どくろ作戦」 - 村人
    - 第88話「怪奇 血を呼ぶ黒猫の絵!」 - ネコヤモリに襲われる男

  - 仮面ライダーBLACK RX 第8話「パパとママの秘密」（1988年） - 西城大学教授（怪魔獣人ガイナマイト人間態）
- さすらいの狼 第7話「竜と峠とじゃのめ傘」（1972年、NET）
- 非情のライセンス（NET）
  - 第1シリーズ
    - 第6話「兇悪の目」（1973年） - 支配人 ※仲塚庸介名義
    - 第21話「兇悪のメロディー」（1973年） - マネージャー
    - 第38話「兇悪の虚栄」（1974年） - 刑事

  - 第2シリーズ
    - 第26話「兇悪の友情」（1975年） - マネージャー
    - 第49話「兇悪の射殺命令」（1975年） - 竹本
    - 第53話「兇悪の無実」（1975年） - 男
    - 第63話「兇悪のデザイン」（1975年） - 司会者
    - 第70話「兇悪の秘め事」（1976年） - 運転手
    - 第76話「兇悪の慕情」（1976年） - マスター
    - 第83話「兇悪の捜査」（1976年） - ディーラー
    - 第102話「自供」（1976年） - 客
    - 第120話「濡れ衣」（1977年） - 課長
- 旗本退屈男 第20話「ねらわれた一万両」（1974年、NET）
- バーディー大作戦 第3話「ギャング対Gメン盗聴作戦」（1974年、TBS）
- 刑事くん 第3部 第2話「英雄行進曲」（1974年、TBS）
- 正義のシンボル コンドールマン 第9話「恐怖の吐かせ屋!」（1975年、NET） - 成田善郎
- Gメン'75（TBS）
  - 第39話「ギャングに呼ばれた刑事」（1976年）
  - 第65話「真夏の夜の連続女性殺人事件」（1976年）
  - 第70話「ルンペン銀行襲撃事件」（1976年）
  - 第101話「切り裂きジャック連続殺人事件」（1977年）
  - 第109話「新東京国際空港の悪霊」（1977年） - 須藤刑事
  - 第112話「宇宙食の恐怖」（1977年）
  - 第115話「午前0時・女のミステリー」（1977年） - 組員
  - 第140話「十五年前の遺留指紋」（1978年） - 刑事
  - 第143話「午前2時に拾った女」（1978年） - 鑑識課長
  - 第144話「雪原に消えた13人の乗客」（1978年） - 花月ハイランドホテル支配人
  - 第152話「女だけの通夜」（1978年） - 査察官
  - 第185話「津軽海峡を渡る片足の男」（1978年）
  - 第195話「プロ野球殺人事件」（1979年）
  - 第206話「催眠術殺人事件」（1979年）
- 特捜最前線（ANB）
  - 第14話「過去を撃つ女」（1977年）
  - 第22話「標的 ある女の情炎」（1977年）
  - 第27話「跳弾 その愛のゆくえ」（1977年）
  - 第45話「蒸発・記憶をデッサンする女!」（1978年）
  - 第53話「背番号のない刑事!」（1978年）
  - 第116話「真夜中のデッドアングル!」（1979年）
  - 第187話「終列車を見送る女!」（1980年）
  - 第204話「19才の犯罪日記!」（1981年）
  - 第228話「通り魔・あの日に帰りたい!」（1981年）
  - 第243話「トランプ殺人事件の謎?!」（1982年）
  - 第251話「午後10時13分の完全犯罪!」（1982年）
  - 第363話「獄中からのラブレター!」（1984年）
  - 第429話「OL暴行・3分間のミステリー!」（1985年）
  - 第469話「連続放火事件・待ちつづけた女!」（1986年）
  - 第489話「連続誘拐・心臓移植の少女!」（1986年）
- 人間の証明 第5、6話（1978年、MBS）
- がんばれ!レッドビッキーズ 第20話「ジュクの変身」（1978年、ANB）
- ザ・スーパーガール 第31話「異常夫婦の危険なレイプ」（1979年、12ch）
- 電子戦隊デンジマン 第7話「デンジ星の大悲劇」（1980年、ANB） - 釣り人
- 二百三高地 愛は死にますか（1981年、TBS）
- ドラマ・人間 第1回「名古屋・女子大生誘拐殺人事件」（1981年、ANB）
- ドラマスペシャル「吉田茂」（1983年、KTV）
- ライオン午後のサスペンス / 私は許さない（1984年、CX）
- 星雲仮面マシンマン 第28話「好き!好き!真紀」（1984年、NTV）
- メタルヒーローシリーズ（ANB）
  - 宇宙刑事シャイダー 第27話「デスマッチの魔島」（1984年）
  - 巨獣特捜ジャスピオン 第40話「リッチマン作戦・ダイヤ流星群の謎」（1986年）
- 兄弟拳バイクロッサー 第3話「お化け空缶珍騒動」（1985年、NTV） - 大月良吉
- 水曜ドラマスペシャル / 東京-金沢 誘惑旅行（1987年、TBS）
- おもいっきり探偵団 覇悪怒組 第19話「怒り仮面登場!!」、第20話「怒り仮面の逆襲」（1987年、CX）
- 土曜ワイド劇場 / 密会の宿 第4作「謎の美少女と白い帽子の女 置き忘れた免許証が…」（1988年、ANB）
- 火曜サスペンス劇場（NTV）
  - 六月の花嫁シリーズ 第2作「婚約解消殺人事件」（1989年）
  - 女弁護士 高林鮎子 第8作「北の旅、殺意の雫石」（1990年）
- 不思議サスペンス / 秘密箱からくり箱、殺した女（1991年、KTV）

### 映画
※すべて東映作品
- 三等兵親分（1966年） - 歩哨
- 喜劇団体列車（1967年） - 宇和島駅長
- 喜劇 競馬必勝法 大穴勝負（1968年） - 山口
- 超高層のあけぼの（1969年） - 技研電子計算機の係員
- 戦後秘話 宝石略奪（1970年） - 坂井一郎
- 暴力団再武装（1971年）
- 暴力街（1974年）
- 白昼の死角（1979年） - 六甲商事事務員
- 動乱（1980年）
- さらば、わが友 実録大物死刑囚たち（1980年） - 新聞記者
- 玄海つれづれ節（1986年） - 消防団員
- 菩提樹 リンデンバウム（1988年）
- 桜の樹の下で（1989年） - 辰村の客
- 略奪愛（1991年） - 康夫の父

### 舞台
- 異郷に死す（1976年、林多加志プロデュース） - 隅岡長道[3]
- 今ひとたびの修羅（1985年、新橋演舞場） - 獣医[4]